# Arabaçılar
Arabaçılar è un comune dell'Azerbaigian situato nel distretto di Bərdə. Conta una popolazione di 613 abitanti.